# Poggioreale
Poggioreale es una localidad italiana de la provincia de Trapani, región de Sicilia, con 1.602 habitantes.

Ubicación de la ciudad de Poggioreale dentro de la provincia de Trapani.

## Evolución demográfica
| Gráfica de evolución demográfica de Poggioreale entre 1861 y 2001 |
|                                                                   |
| Fuente ISTAT - Elaboración gráfica por parte de Wikipedia         |